# BRICS Pay
BRICS PAY або BRICS Pay — децентралізована й незалежна платіжна система держав-членів БРІКС  . Система планується бути подібною до європейського SWIFT і єдиного платіжного інтерфейсу Індії.  Це спільний проєкт держав-членів БРІКС для отримання та здійснення платежів у власних національних валютах.

## Опис
Ініціатива була запущена у 2018 році Радою бізнесу БРІКС. Команда, яка керує BRICS PAY, складається з експертів у галузі фінансів і банківських технологій із Бразилії, Росії, Індії, КНР та Південно-Африканської Республіки.
Декларованою метою BRICS PAY є забезпечення безпеки, прозорості, зменшення витрат і спрощення міжнародних платежів, що сприятиме міжнародній співпраці між країнами БРІКС .
23 жовтня 2024 року комуністичний Китай повністю підтримав BRICS PAY.

### BRICS DCMS
BRICS PAY буде включати децентралізовану систему міжнародних платіжних повідомлень (DCMS), розроблену вченими Санкт-Петербурзький державний університету Росії. DCMS працює  без центрального власника або хаба. Учасники самостійно керують своїми вузлами, що, за словами розробників, робить систему стійкою до зовнішніх зловживань, контролю чи втручання. Система не передбачає обов'язкових комісій за транзакції, але дозволяє учасникам за бажанням стягувати комісії один з одного.
DCMS автоматично будує маршрути для транзакцій між учасниками, щоб забезпечити надійний обмін інформацією, навіть якщо прямий зв'язок недоступний. Метою є мінімізація дисбалансів при розрахунках між контрагентами. Повідомлення будуть зашифровані та підписані, з використанням кількох механізмів шифрування. Учасники можуть встановлювати курси обміну валют та ліміти на транзакції. За рекомендованими налаштуваннями, DCMS обіцяє досягати 20 000 повідомлень на секунду, не висуваючи мінімальних вимог до апаратного забезпечення. Після проходження фази пілотування, DCMS планується зробити відкритим програмним забезпеченням.